# Верховний суд Нідерландів
Верховний Суд Нідерландів (нід. Hoge Raad der Nederlanden [ˈɦoːɣə raːdɛr ˈneːdərlɑndə(n)] або нід. Hoge Raad) — остаточний апеляційний суд у цивільних, кримінальних та податкових справах Нідерландів, включаючи Кюрасао, Сінт-Маартен та Арубу. Суд був заснований 1 жовтня 1838 року і розташований в Гаазі.
Зараз Верховний Суд складається з 36 суддів: президента, 6 віцепрезидентів, 25 суддів (raadsheren, буквально "лорди Ради") та 4-х надзвичайних суддів (buitengewone dienst). Усі судді призначаються довічно, поки вони не вийдуть на пенсію за власним бажанням або обов'язково у віці 70 років.

## Історія

### 1838-1940
Верховний суд був створений під своєю нинішньою назвою та у своїй нинішній формі 1 жовтня 1838 року, як прямий правонаступник Вищої ради Голландії та Зеландії, яка замінила Велику раду Мехелена за часів Республіки Об'єднаних Нідерландів. Ця перша Вища рада призначалася для всіх семи регіонів, але не була визнана більшістю держав-членів Республіки.
Починаючи з бургундської епохи, в Нідерландах існував більш-менш єдиний вищий судовий орган, що відповідало політиці централізації, яку проводили бургундські князі. Після Батавської революції (1795) Нідерланди дедалі більше ставали унітарною державою, що ще більше посилювало значення центральних судових установ. Тоді ж у Нідерландах, під впливом французької правової системи, нарешті з'явився касаційний суд.
Ще в 1814 році стаття 102 Конституції Нідерландів, розробленої того року, передбачала створення верховного суду "під назвою Hoogen Raad der Vereenigde Nederlanden". Фактичне створення суду зайняло ще двадцять чотири роки, частково це було пов'язано з Бельгійською революцією 1830 року. Ідея колегії, яка могла б скасовувати або переглядати в касаційному порядку судові рішення вищих інстанцій, що суперечили закону, була запозичена у Франції, де Касаційний суд існував ще з часів Французької революції.
З 1838 по 1864 рік Верховний суд розташовувався в будівлі в Бінненгофі. У 1860 році він переїхав до нещодавно завершеної будівлі Верховного суду на Пленер.
Між 1839 і 1912 роками виходив журнал Nederlandsche regtspraak, of verzameling van arresten en gewijsden van den Hoogen Raad der Nederlanden в Нідерландах. Журнал був орієнтований на адвокатів, нотаріусів, судових виконавців та державних службовців. 
1 жовтня 1838 року вийшов перший юридичний журнал. Журнал вважався офіційним органом публікації рішень Верховного суду.

На розвиток касації в Нідерландах сильно вплинули французи під час Батавської революції наприкінці XVIII століття. 